# Грушниц, Иоланта
Иоланта Грушниц-Новицкая (пол. Jolanta Grusznic-Nowicka) — польская актриса кино, театра и телевидения.

## Биография
Родилась в Варшаве. Актёрское образование получила в Государственной высшей театральной школе (теперь Театральная академия им. А. Зельверовича) в Варшаве, которую окончила в 1978 году. Дебютировала в кино в 1977 году в фильме «Палас-отель», в театре в 1978 году. Актриса театров в Варшаве.

## Фильмография
- 1977 — Палас-отель / Palace Hotel
- 1978 — Доложи, 07 / 07 zgłoś się (только в 5-й серии)
- 1980 — Записки молодого варшавянина / Urodziny młodego warszawiaka
- 1983 — Внутреннее состояние / Stan wewnętrzny
- 1985 — Кукушка в тёмном лесу / Kukułka w ciemnym lesie — Ванда, служанка
- 1986 — Золотой поезд / Złoty pociąg
- 1987 — Специальная миссия / Misja specjalna
- 1996 — Шаманка / Szamanka
- 2009 — Энэн (Н.Н.) / Enen